# Juliana Marie Festeticsová
Juliana Marie Anna Kateřina Festeticsová z Tolny (maďarsky Tolnai Festetics Julianna Mária Anna Katalina; 30. října 1753 Silická Jablonica – 20. ledna 1824 Vídeň) byla uherská šlechtična z hraběcího rodu Festeticsů a matka významného uherského šlechtice Štěpána Széchenyiho.

## Život

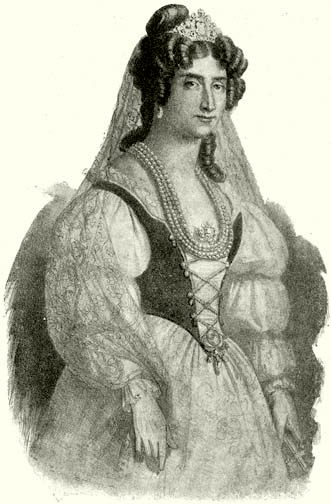
Hraběnka Juliana Festeticsová z Tolny (1753–1824)

Narodila se jako dcera hraběte Pavla Festeticse z Tolny (7. prosince 1722, Ság – 7. dubna 1782, Bratislava) a jeho manželky, hraběnky Juliany Bossányiové (9. února 1734, Silická Jablonica – 1805). Jejími kmotry byli dědeček Kryštof Festetics a vdova po Ladislavu Korláthkeöyovi, Julianěa Ottliková z Ozori a Kohanócu. Julianin mladší bratr, hrabě Jiří Festetics, byl zakladatelem zemědělské univerzity Georgikon ve městě Keszthely.

### Manželství
28. září 1772 se provdala za hraběte Josefa Széchényiho (12. ledna 1751 Fertőszéplak – 30. listopadu 1774 Šoproň), syna Zikmunda Széchényiho (21. prosince 1720 Šoproň – 19. října 1769 Fertőszéplak) a hraběnky Marie Czirákyové (1. září 1724 – 7. listopadu 1787 Šoproň), ale již 30. listopadu 1774 Josef zemřel a Juliana se stala vdovou. Z manželství se žádné děti nenarodily.
Tři roky po smrti Josefa Széchényiho, 17. srpna 1777, se Juliana s papežským svolením provdala podruhé, za jeho bratra Františka Széchényiho (28. dubna 1754 Fertőszéplak – 13. prosince 1820 Vídeň). Z tohoto svazku se narodilo šest dětí, z nichž tři byli chlapci a dvě dcery: 
- 1. Jiří Maria Jan (26. 5. 1778 Horpács – 23. 12. 1778 tamtéž)
- 2. Ludvík Maria Alois Daniel Ignác (6. 11. 1781 Horpács – 7. 2. 1855 Vídeň), I. manž. 1801 hraběnka Aloisie z Clam-Gallasu (9. 7. 1778 Praha – 19. 7. 1822 Horpács), II. manž. 1824 hraběnka Františka von Wurmbrand-Stuppach (2. 1. 1797 Vídeň – 7. 3. 1873 tamtéž)
- 3. Františka Karolína (4. 11. 1783 Velký Cenk – 10. 10. 1861 Pinkafeld), manž. 1802 hrabě Miklós Batthyány (24. 6. 1774 Štýrský Hradec – 14. 4. 1842 Pinkafeld)
- 4. Žofie (25. 10. 1788 Vídeň – 19. 4. 1865 tamtéž), manž. 1807 hrabě Ferdinánd Zichy (13. 6. 1783 – 8. 10. 1862)
- 5. Pavel (10. 11. 1789 Vídeň – 30. 3. 1871 Šoproň), I. manž. 1811 Caroline Meade (26. 8. 1794 Vídeň – 29. 8. 1820 Mojmírovce), II. manž. 1823 Emilie Zichyová (13. 11. 1803 Vídeň – 13. 9. 1866 Šoproň)
- 6. Štěpán (21. 9. 1791 Vídeň – 8. 4. 1860 Döbling), manž. 1836 hraběnka Marie Krescencie ze Seilernu (13. 3. 1799 Brno – 30. 7. 1875 Velký Cenk)

## Závěr života
Hrabě František Széchényi zemřel ve Vídni 13. prosince 1820. Ovdovělá hraběnka Juliana Festeticsová poté žila v ústraní, především ve Vídni, kde zemřelo tři roky později, 20. ledna 1824.
Byla pohřbena vedle svého manžela v Nagycenku v rodové hrobce.